# Närkes runinskrifter 9
Närkes runinskrifter 9 är en runsten som står rest i Vesta i Kumla socken, Kumla kommun. 

## Historia
Stenen ristades i mitten av eller i slutet av 1000-talet. Det första skriftliga omnämnandet av stenen finns i Rannsakningarna 1683. Ursprungligen stod den på norra sidan av landsvägen mellan Vesta och Yxhult. På denna sida var dock terrängen sumpig och stenen sjönk långsamt ner och därför flyttades den till sin nuvarande plats 3 meter norr om landsvägen 1902.

## Stenen och dess text
Nä 9 består av grå sandsten och är 1,65 meter hög. Ristningen, som är hårt sliten, saknar helt ornamentik och består bara av ett enkelt bågböjt runband. Inskriften på detta lyder
i translitteration
k...-- * riþi : stin : þna : eftR : erbrn : -(u)...- : s(i)n :,
i normalisering
... ræisþi stæin þenna æftiR Ærnbiorn, [b]o[nda] sinn.
och i översättning
”... reste denna sten efter Ärnbjörn, sin make.”
Detta är alltså en vanlig minnesinskrift men tyvärr går namnet på den som reste stenen och dennes förhållande till den som stenen är rest över inte att läsa. Enligt Sven B.F. Jansson visar runspåren som ändå går att urskilja att -(u)...- : s(i)n : bör utläsas bunta : sin, bonda sin, 'sin make' och enligt Jansson är alltså k...-- resten av ett kvinnonamn. Herman Hofberg läste det istället som sun : sin, sun sin, 'sin son', vilket även Erik Brate gjorde när han undersökte inskriften 1901. Brate ändrade sig dock senare och lämnade tolkningen av detta parti öppen.